# Fraser Coast
Fraser Coast är en region i Australien. Den ligger i delstaten Queensland, omkring 240 kilometer norr om delstatshuvudstaden Brisbane. Antalet invånare är 100 297.
Följande samhällen finns i Fraser Coast:
- Hervey Bay
- Maryborough
- Urangan
- Torquay
- Urraween
- Scarness
- Howard
- Toogoom
- Tiaro
- Torbanlea
- Takura

I omgivningarna runt Fraser Coast växer huvudsakligen savannskog. Runt Fraser Coast är det glesbefolkat, med 20 invånare per kvadratkilometer. Genomsnittlig årsnederbörd är 1 350 millimeter. Den regnigaste månaden är mars, med i genomsnitt 291 mm nederbörd, och den torraste är september, med 21 mm nederbörd.